# Ogniszczanin

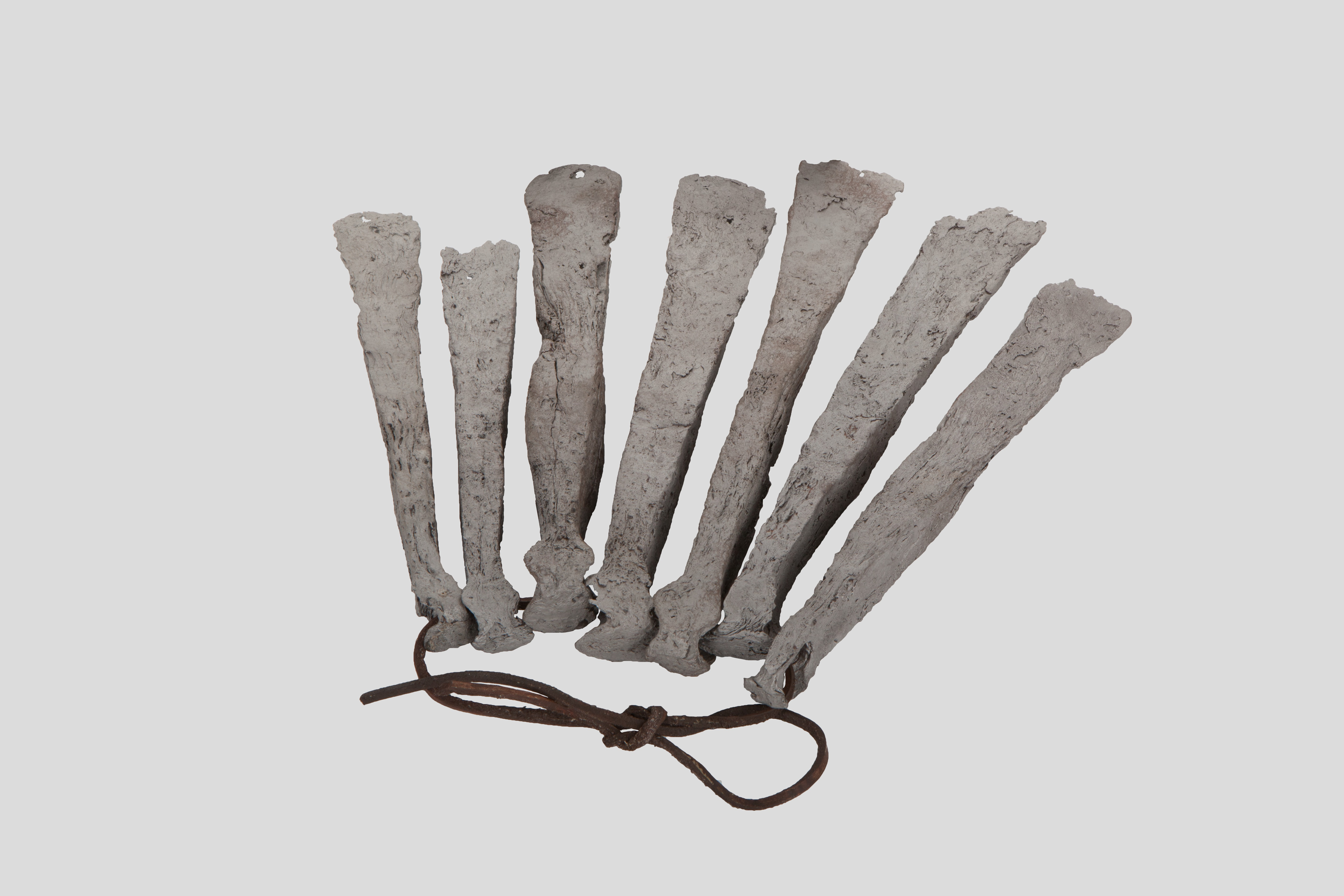
Żelazne grzywny siekieropodobne (2. poł. IX w.). Wykorzystywane były w średniowieczu w Polsce, Czechach i na Rusi jako jednostka płatnicza oraz jednostka miar. Muzeum Archeologiczne w Krakowie

Ogniszczanin – termin pochodzący z jęz. starosłowiańskiego (rzadko występujący w jęz. staropolskim) z XI–XIII w. (od „ogniszcze”: ognisko, dwór) określający człowieka wolnego o eksponowanej pozycji społecznej, mającego swój dom (swoje ognisko).
W kształtujących się warstwach społecznych wczesnej Rusi Kijowskiej, ogniszczanie byli mieszkańcami grodów, posiadającymi w nich domy (ogniska) na swą wyłączną i dziedziczoną własność. Pierwotnie ogniszczanie łączyli swe rodziny, tworząc rody (w dużej mierze podyktowane to było koniecznością karczowania terenów leśnych i puszcz, co przekraczało możliwości pojedynczego człowieka, a nawet pojedynczej rodziny). Przy wzroście znaczenia rodu składającego się z wielu „ognisk”, tworzyła się arystokracja „ogniszczan”, pretendująca do nieograniczonej władzy patriarchalnej kapłańsko-wojenno-sądowniczej nad wszystkimi gałęziami macierzystego rodu.
W zbiorze przepisów zawierającym normy prawa zwyczajowego oraz stanowionego (w postaci ustawodawstwa książęcego), zwanego Ruską prawdą, kara za zabicie ogniszczanina wynosiła 80 grzywien (dla porównania: za wolnego człowieka 40 grzywien, a za chłopa 5 grzywien). Początkowo ogniszczanin był zarządcą dóbr książęcych, kierujący całym aparatem urzędniczym. Później mianem tym określany był każdy bojarzyn, starszy drużynnik, będący właścicielem ziemskim.